# Ganxut
L'os ganxut o unciforme és un os del canell, parell, curt i esponjós, de forma piramidal, amb cinc cares, de les quals tres són articulars. És el quart os, de radial cap a ulnar, de la segona filera del carp. S'articula amb el piramidal, gran del carp, semilunar i metacarpians 4 i 5.

## Superfície
La superfície superior, el vèrtex de la falca, és estret, convex, llis, i s'articula amb el semilunar. La superfície inferior s'articula amb els ossos metacarpians quart i cinquè, per facetes còncaves que estan separades per una cresta. La superfície dorsal és triangular i irregular per a la fixació de lligaments. La superfície palmar presenta, a la part inferior i cubital, un procés de corbat, l'apòfisi unciforme del ganxut, dirigits cap endavant i lateral. La superfície medial s'articula amb l'os piramidal per una cara rectangular, tallat obliquament des de dalt, cap a baix i medial. La superfície lateral s'articula amb l'os gran per la part superior i posterior, la part restant està en brut, per a la fixació dels lligaments.

## Ossos del carp
| Fila     | Nom           | Articulacions proximals/radials         | Articulacions distals              | Articulacions metacarpianes |
| Proximal | Escafoide     | radi, semilunar                         | trapezi, trapezoide, gran del carp | -                           |
| Proximal | Semilunar     | radi, escafoide, piramidal              | gran del carp, ganxut              | -                           |
| Proximal | Piramidal     | semilunar, pisiforme (però no el cúbit) | ganxut                             | -                           |
| Proximal | Pisiforme     | piramidal                               | -                                  | -                           |
| Distal   | Trapezi       | escafoide                               | trapezoide                         | #1 i #2                     |
| Distal   | Trapezoide    | escafoide                               | trapezi, gran del carp             | #2                          |
| Distal   | Gran del carp | escafoide, semilunar                    | trapezoide, ganxut                 | #2, #3 i #4                 |
| Distal   | Ganxut        | piramidal, semilunar                    | gran del carp                      | #4 i #5                     |

## Imatges

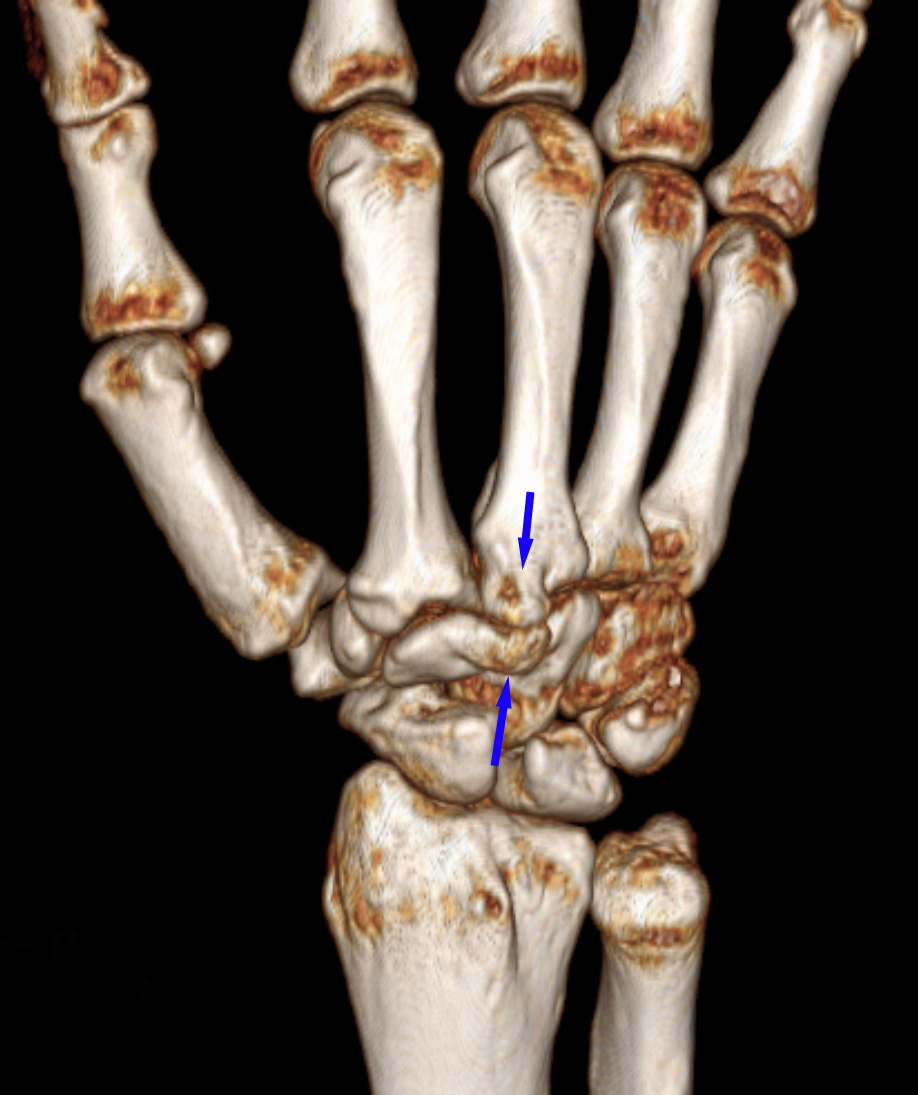
Reconstrucció tridimensional per CT, dels ossos del carp.
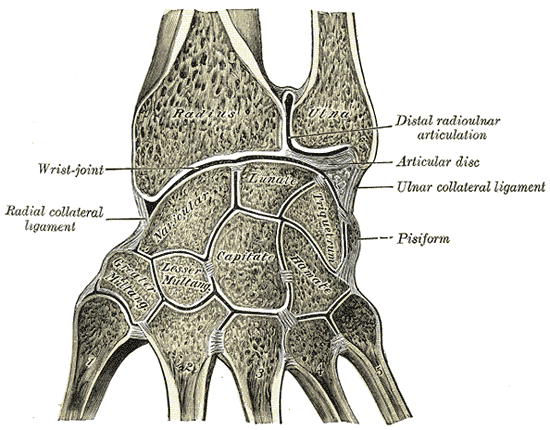
Ossos del canell, placa de  Anatomy of the Human Body , 1918.
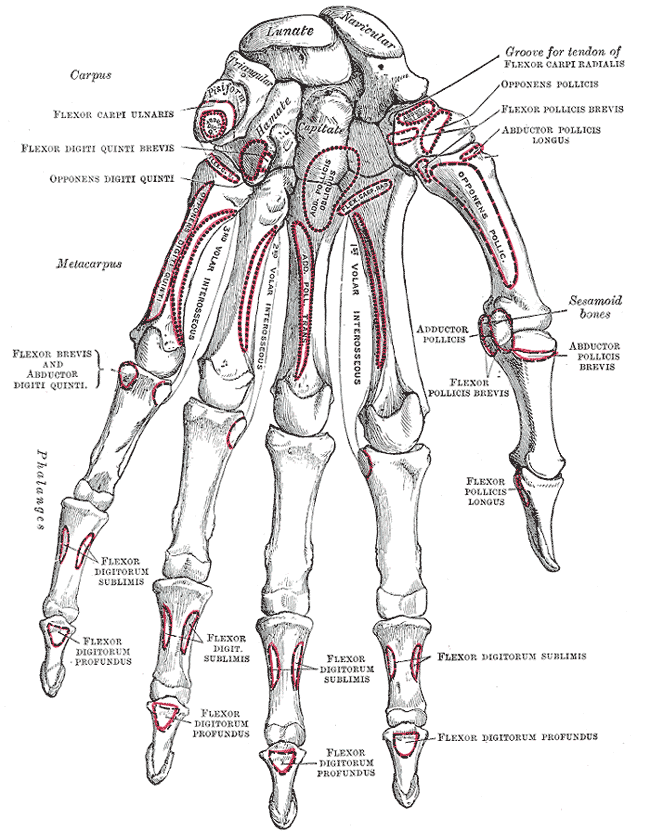
Ossos de la mà esquerra. Cara palmar.
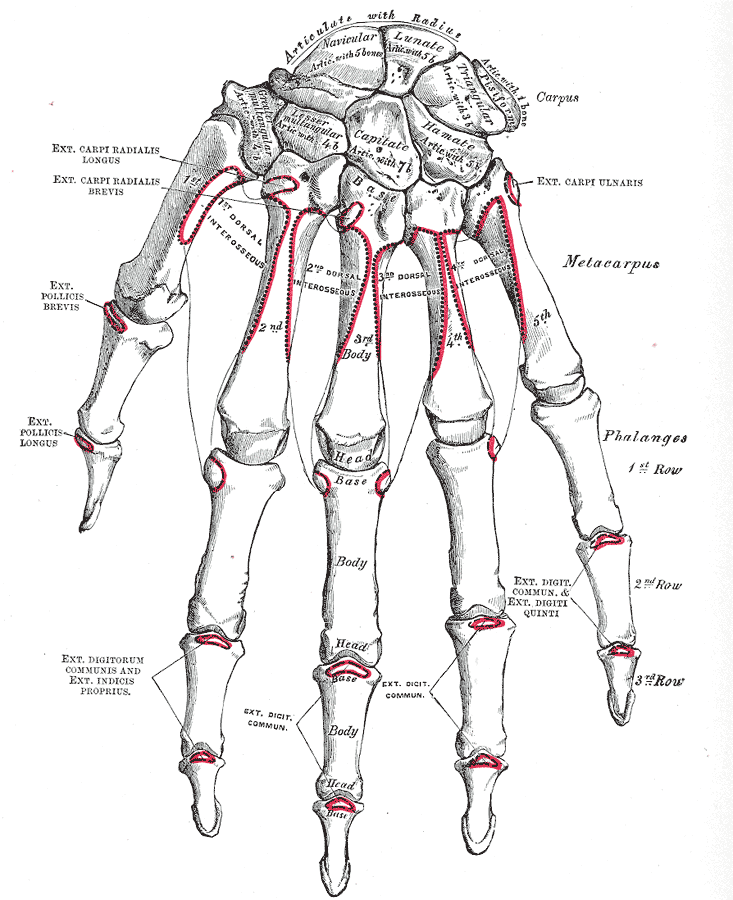
Ossos de la mà esquerra. Cara dorsal.